# ワット・タムクラボーク
ワット・タムクラボーク（วัดถ้ำกระบอก、竹洞寺と翻訳可）はタイ・サラブリー県のプラプッタバート郡にある仏教寺院の名前である。

## 歴史
建立は1958年。寺はブーンルーン尼によって、上座部仏教の研究所として建てられた。1975年、寺はチャムルーン警察軍曹の援助で寺に昇格した。
1970年代ごろから寺はラオスのモン族難民の受け入れを開始していたが1990年代初頭にルーイ県バーンウィナイ（地名）にある難民キャンプが財政上の問題で難民受け入れを中断したため、この寺に難民が集まり始めた。1992年バーンウィナイの難民キャンプが閉鎖されたため、難民のほとんどはこのキャンプに集まることになった。
難民キャンプでの長期滞留によりキャンプ生まれの二世の増加や麻薬の問題が深刻化したが、その後米政府が残ったモン族受入を表明、タイ生まれの二世を含め10万人近くが海外に移住した。
座標: 北緯14度42分51秒 東経100度47分30秒 / 北緯14.714167度 東経100.791667度